# Miquel Brunet Estarellas
Miquel Brunet Estarellas (Bunyola, Mallorca, 1961) és pianista i compositor.
Cursà estudis de piano i harmonia al Conservatori de Música i Dansa de les Balears, amb M. Segura i de jazz i música contemporània amb Victor Capblanquet. També ha fet cursos a l'Escola de Pedagogia Musical de les Illes Balears.
Ha impartit classes a Màsters de Producció Audiovisual la UIB i d'Electroacústica, informàtica aplicada a la música i "Composició amb mitjans audiovisuals" al Conservatori Superior de Música de les Balears.
Pianista i director musical d'Els Valldemossa des del 1978 ha col·laborat amb gran nombre d'artistes com Isabel Soriano, Coral UIB, Tomeu Estaràs & Genia Tobin, Cap pela, Cucorba, Orquestra Simfònica d'Algaida, Corals de Joventuts Musicals, Cors de la Fundació Teatre Principal, Isidor Marí, Aires Formenterencs, Entreveus, Al Mayurqa, Joan Bibiloni, Toni Morlà, Craig Walters o Tim Tobin.
El 2015 va publicar el disc i DVD Ferments. El mapa sensitiu d'una illa.
A part dels discs produïts per a altres artistes de la seva discografia personal, podem destacar:
- Rua Fosca (2006) Cantata amb textos de Jaume Santandreu
- Dsilen6 (2011)  Recull de bandes sonores per a diversos documentals
- Connexions Cromàtiques (amb Mercè Pons) 2012.  Música per a instal·lació lumínica, estrenada a Madrid, Londres i Berlín per representar les Illes Balears
- Imaràntia (2013) A duet amb la compositora de Formentera Maria J. Cardona.
- Sinergies (2013) Amb Guillem R. Simó. Piano i veu.
- Ferments (2015) Una reflexió multidisciplinar sobre la identitat musical de Mallorca.
- Apoptosi (2019) amb Marcel Pich i Guillem R. Simó.
- Missa del Descreure (2020)
- El Jefe Político (2021). Banda sonora per al film La Réponse du destin
- La Llei d'Ohm (2022) 10 Seqüències analògiques per acompanyar una Ximbomba, amb Biel Majoral.